# Fußball in Kroatien 1992/93
Die Spielzeit 1992/93 im kroatischen Fußball war die zweite seit der Loslösung vom jugoslawischen Fußballverband und der Neugründung des kroatischen Fußballverbandes.
Für die erste kroatische Liga (kroat. Prva Hrvatska Nogometna Liga, kurz 1. HNL) wurden 16 Vereine zugelassen, die zweite Liga (kroat. Druga Hrvatska Nogometna Liga, kurz 2. HNL) startete in zwei Staffeln mit jeweils 16 Mannschaften.

## Meisterschaft

### Erste Liga
Da die letztplatzierten Mannschaften der Spielzeit 1991/92 aufgrund des Kroatienkrieges vom Abstieg verschont blieben, durften alle zwölf Erstligisten der vorhergehenden Spielzeit erneut antreten. Zusätzlich zu den beiden regulären Aufsteigern wurde die Liga um zwei weitere Vereine aufgestockt, um auf eine angemessene Anzahl an Spieltagen zu kommen.
| Verein                  | Spielzeit 1991/92 | Spielzeit 1991/92 | Spielzeit 1991/92        |
|                         | Liga              | Rang              | ggf. abweichender Name   |
| ----------------------- | ----------------- | ----------------- | ------------------------ |
| Hajduk Split            | 1. HNL            | 1.                |                          |
| NK Zagreb               | 1. HNL            | 2.                |                          |
| NK Osijek               | 1. HNL            | 3.                |                          |
| NK Inker Zaprešić       | 1. HNL            | 4.                |                          |
| NK Croatia Zagreb       | 1. HNL            | 5.                | NK HAŠK Građanski Zagreb |
| NK Rijeka               | 1. HNL            | 6.                |                          |
| NK Istra Pula           | 1. HNL            | 7.                |                          |
| NK Varteks Varaždin     | 1. HNL            | 8.                |                          |
| NK Cibalia Vinkovci     | 1. HNL            | 9.                |                          |
| NK Zadar                | 1. HNL            | 10.               |                          |
| NK Dubrovnik            | 1. HNL            | 11.               |                          |
| NK Šibenik              | 1. HNL            | 12.               |                          |
| NK Radnik Velika Gorica | 2. HNL Nord       | 1.                |                          |
| NK Pazinka Pazin        | 2. HNL West       | 1.                |                          |
| NK Segesta Sisak        | 2. HNL Nord       | 4.                |                          |
| NK Belišće              | 2. HNL Ost        | -                 |                          |

Meister wurde Croatia Zagreb und startete in der UEFA Champions League 1993/94. Für den UEFA-Pokal wurde kein kroatischer Verein zugelassen. Absteiger gab es keine, die Liga spielte in der folgenden Spielzeit mit 18 Vereinen. Torschützenkönig wurde Goran Vlaović mit 23 Treffern.
Ausführliche Statistik: 1. HNL 1992/93

### Zweite Liga
In der zweiten Liga wurden die vier Staffeln der Vorsaison zu zwei Staffeln zusammengelegt und mit Vereinen aus den regionalen Ligen aufgefüllt.
| Staffel | Verein                          | Spielzeit 1991/92 | Spielzeit 1991/92 | Spielzeit 1991/92      |
|         |                                 | Liga              | Rang              | ggf. abweichender Name |
| ------- | ------------------------------- | ----------------- | ----------------- | ---------------------- |
| Nord    | NK Špansko Zagreb               | 2. HNL (Nord)     | 2.                | NK Špansko CB Zagreb   |
| Nord    | NK Samobor                      | 2. HNL (Nord)     | 3.                |                        |
| Nord    | NK Karlovac                     | 2. HNL (Nord)     | 5.                |                        |
| Nord    | NK Trešnjevka Zagreb            | 2. HNL (Nord)     | 6.                |                        |
| Nord    | NK Dubrava Zagreb               | ?                 | ?                 |                        |
| Nord    | NK Marsonia Slavonski Brod      | ?                 | ?                 |                        |
| Nord    | NK Spačva Vinkovci              | ?                 | ?                 |                        |
| Nord    | NK Olimpija Osijek              | ?                 | ?                 |                        |
| Nord    | NK Vrapče Zagreb                | ?                 | ?                 |                        |
| Nord    | NK Bjelovar                     | ?                 | ?                 |                        |
| Nord    | NK Slaven Bilokalnik Koprivnica | ?                 | ?                 |                        |
| Nord    | NK Mladost Celić                | ?                 | ?                 |                        |
| Nord    | NK Metalac OLT Osijek           | ?                 | ?                 |                        |
| Nord    | NK Jedinstvo Donji Miholjac     | ?                 | ?                 |                        |
| Nord    | NK Čakovec                      | ?                 | ?                 |                        |
| Nord    | NK Croatia Đakovo               | ?                 | ?                 |                        |
| Süd     | NK Primorac Stobreč             | 2. HNL (Süd)      | 1.                |                        |
| Süd     | NK MAR Solin                    | 2. HNL (Süd)      | 2.                |                        |
| Süd     | NK Split                        | 2. HNL (Süd)      | 3.                |                        |
| Süd     | NK Neretva Metković             | 2. HNL (Süd)      | 4.                |                        |
| Süd     | NK Neretvanac Opuzen            | 2. HNL (Süd)      | 5.                |                        |
| Süd     | NK Junak Sinj                   | 2. HNL (Süd)      | 6.                |                        |
| Süd     | NK Jadran NGB Ploče             | 2. HNL (Süd)      | 7.                | NK Jadran Ploče        |
| Süd     | NK Slaven Konavle               | 2. HNL (Süd)      | 8.                |                        |
| Süd     | NK Kraljevica                   | 2. HNL (West)     | 2.                |                        |
| Süd     | NK Orijent Rijeka               | 2. HNL (West)     | 3.                |                        |
| Süd     | NK Labin                        | 2. HNL (West)     | 4.                |                        |
| Süd     | NK Jadran Kaštel Sućurac        | ?                 | ?                 |                        |
| Süd     | NK Rovinj                       | ?                 | ?                 |                        |
| Süd     | NK Nehaj Senj                   | ?                 | ?                 |                        |
| Süd     | NK Croatia Imotski              | ?                 | ?                 |                        |
| Süd     | NK Jadran Poreč                 | ?                 | ?                 |                        |

Der Aufstieg in die erste Liga gelang Dubrava Zagreb und Primorac Stobreč.
Ausführliche Statistik: 2. HNL 1992/93

## Pokalwettbewerb
Für den Pokalwettbewerb waren 32 Mannschaften qualifiziert. Pokalsieger wurde Hajduk Split in zwei Finalspielen gegen Croatia Zagreb und qualifizierte sich dadurch für den Europapokal der Pokalsieger 1993/94.
Ausführliche Statistik: Hrvatski nogometni kup 1992/93

## Supercup
Pokalsieger Hajduk Split gewann den Superkup 1993 in zwei Finalspielen gegen Meister Croatia Zagreb. Da beide Begegnungen mit einem Unentschieden endeten (4:4 am 1. August in Zagreb und 0:0 am 7. August in Split), kam die Auswärtstorregel zum Tragen.

## Europapokale
Wegen fehlender Startberechtigung und des Kroatienkrieges waren keine kroatischen Vereine am Start.

## Nationalmannschaft
Die kroatische Nationalmannschaft wurde nicht für die Qualifikation zur Weltmeisterschaft 1994 zugelassen und absolvierte daher lediglich fünf Freundschaftsspiele, davon drei im Juli 1992 in drei verschiedenen Städten Australiens jeweils gegen Australiens Nationalmannschaft, von denen keines gewonnen werden konnte.
Die beiden anderen Spiele wurden in Zagreb gegen Mexiko und die Ukraine ausgetragen, die beide gewonnen wurden. Dabei erzielte Davor Šuker insgesamt drei Tore und setzte sich damit in der Rangliste der Rekordtorschützen der kroatischen Nationalmannschaft an die erste Stelle.
Am 17. Juni 1993 wurde der kroatische Fußballverband Mitglied der UEFA.